# Naoto Hiraishi
Naoto Hiraishi (平石 直人 Hiraishi Naoto?), född 23 juni 1992 i Kanagawa prefektur, är en japansk fotbollsspelare.
Hiraishi började sin karriär 2015 i FC Machida Zelvia. Efter FC Machida Zelvia spelade han för Fujieda MYFC, Blaublitz Akita och SC Sagamihara.